# Jorethang
Jorethang là một thị xã của quận South thuộc bang Sikkim, Ấn Độ.

## Nhân khẩu
Theo điều tra dân số năm 2001 của Ấn Độ, Jorethang có dân số 2968 người. Phái nam chiếm 53% tổng số dân và phái nữ chiếm 47%. Jorethang có tỷ lệ 81% biết đọc biết viết, cao hơn tỷ lệ trung bình toàn quốc là 59,5%: tỷ lệ cho phái nam là 86%, và tỷ lệ cho phái nữ là 76%. Tại Jorethang, 10% dân số nhỏ hơn 6 tuổi.